# Julius (Software)
Julius ist eine Spracherkennungs-Engine, die als freie Software realisiert wurde. Sie gehört zur Gattung der LVCSR (Large Vocabulary Continuous Speech Recognition), die ununterbrochene Sprachflüsse versteht und mit großen Wortschätzen umgehen kann. Das Programm ist kommandozeilenbasiert, es existiert jedoch auch ein grafisches Frontend namens Simon.

## Technischer Hintergrund
Julius basiert auf Hidden Markov Models und der N-Gramm-Technologie, die das eingehende Signal in Gruppen von mehreren Wörtern (im Fall von Julius zwei oder drei, also Bigramme und Trigramme) aufteilt, deren Wahrscheinlichkeit auf der Basis statistischer Daten berechnet wird. Um vom verwendeten Sprachmodell unabhängig zu sein, ist das Programm modular aufgebaut, es unterstützt unter anderem das Hidden Markov Model Toolkit (HTK) und das Carnegie Mellon University - Cambridge Statistical Language Modeling Toolkit (CMU-Cam SLM). Das Programm läuft auf modernen PCs nahezu in Echtzeit. Die Wortakkuratheit hängt dabei vom verwendeten Sprachmodell ab.

## Entwicklungsgeschichte
Das Projekt wurde im Jahr 1997 in Japan begonnen, wo es an verschiedenen Universitäten und Instituten zur Forschung in der Computerlinguistik verwendet wird. Das IPA Japanese dictation toolkit project führte die Arbeit bis 2000 fort, als es vom Continuous Speech Recognition Consortium (CSRC) und ab 2003 vom Interactive Speech Technology Consortium (ISTC) übernommen wurde. Zunächst wurde nur die japanische Sprache unterstützt, dank des modularen Aufbaus der Software wurden jedoch bald auch englische Sprachmodelle entwickelt.
Ab der Version 3.4 wurde ein auf einem endlichen Automaten basierendes Grammatikmodul namens Julian in das System integriert, das für die Entwicklung einfacherer Sprachsteuerungs- und Dialogsysteme ausgelegt ist. Seit 2006 ist auch eine Embedded-Variante für schwächere Prozessoren verfügbar.

## Verwandte Projekte

### Simon
Das grafische Frontend Simon befindet sich derzeit im Beta-Stadium. Es wurde besonders auf die Benutzung durch Personen mit körperlichen Behinderungen optimiert. Die Entwicklung von Simon wird vom Verein Simon Listens, der 2007 in Österreich gegründet wurde, vorangetrieben.
Das Frontend Simon benutzt ein eigenes Sprachmodell und ist daher auch mit Hilfe der deutschen Sprache bedienbar. Das bei Simon genutzte Modell ist dabei sprecherabhängig und muss durch den jeweiligen Nutzer trainiert werden, um eine hohe Erkennungsquote zu erreichen. Nach Ende der Förderungszeitraum hat Peter Grasch Simon bis zur Version 0.4  weiterentwickelt und als Open-Source-Spracherkennungssoftware in die Linux Desktoberfläche KDE überführt.

### VoxForge
Das Projekt VoxForge treibt die Entwicklung von freien Sprachmodellen für Julius und ähnliche Plattformen (wie CMU Sphinx) voran.

## Lizenzbedingungen
Julius wird unter einer eigenen Lizenz vertrieben, die die üblichen liberalen Nutzungsrechte freier Software gewährt (freie Verbreitung und Modifizierung, Verfügbarkeit des Quellcodes). Sie besitzt eine Copyleft-Klausel; auch Weiterentwicklungen des Programms dürfen nur unter derselben, unmodifizierten Lizenz veröffentlicht werden. Im Unterschied zur GPL legt die Lizenz fest, dass der Name des Programms bei mit seiner Hilfe erbrachten neuen Entwicklungen genannt werden muss.